# Фармерсбург (Айова)
Фармерсбург (англ. Farmersburg) — місто (англ. city) в США, в окрузі Клейтон штату Айова. Населення — 271 особа (2020).

## Географія
Фармерсбург розташований за координатами 42°57′32″ пн. ш. 91°22′1″ зх. д. / 42.95889° пн. ш. 91.36694° зх. д. (42.958867, -91.367069).  За даними Бюро перепису населення США в 2010 році місто мало площу 1,04 км², уся площа — суходіл.

## Демографія
Згідно з переписом 2010 року, у місті мешкали 302 особи в 126 домогосподарствах у складі 80 родин. Густота населення становила 290 осіб/км².  Було 133 помешкання (128/км²).
Расовий склад населення:
| - 97,0 % — білих - 0,3 % — чорних або афроамериканців - 0,3 % — азіатів |

До двох чи більше рас належало 2,3 %. Частка іспаномовних становила 0,3 % від усіх жителів.
За віковим діапазоном населення розподілялося таким чином: 26,8 % — особи молодші 18 років, 58,6 % — особи у віці 18—64 років, 14,6 % — особи у віці 65 років та старші. Медіана віку мешканця становила 37,4 року. На 100 осіб жіночої статі у місті припадало 93,6 чоловіків;  на 100 жінок у віці від 18 років та старших — 95,6 чоловіків також старших 18 років.
Середній дохід на одне домашнє господарство  становив 47 233 долари США (медіана — 40 938), а середній дохід на одну сім'ю — 52 868 доларів (медіана — 46 500). Медіана доходів становила 41 250 доларів для чоловіків та 31 250 доларів для жінок. За межею бідності перебувало 21,2 % осіб, у тому числі 34,9 % дітей у віці до 18 років та 16,7 % осіб у віці 65 років та старших.
Цивільне працевлаштоване населення становило 122 особи. Основні галузі зайнятості: виробництво — 27,9 %, освіта, охорона здоров'я та соціальна допомога — 14,8 %, будівництво — 12,3 %, транспорт — 10,7 %.